# Odile Seyler
Pour les articles homonymes, voir Seyler.
Odile Seyler, née le 14 août 1951 à Paris, est une architecte et professeure d'architecture française. Elle est, avec Jacques Lucan, la cofondatrice de l'agence Seyler et Lucan Architectes.

## Biographie
Odile Seyler débute l'enseignement, en parallèle de sa pratique, en 1981 à l'École Polytechnique Féminine de Sceaux puis, entre 1984 et 1998 à l'École d'Architecture de Paris-Tolbiac. Entre 1998 et 2020, elle enseigne à l'École d'architecture de la ville et des territoires à Marne-la-Vallée (EAVT) ainsi qu'à l'École polytechnique fédérale de Lausanne (EPFL). 
Elle a aussi participé à de nombreux jurys internationaux.